# Одровонж (Малопольське воєводство)
Одровонж (пол. Odrowąż) — село в Польщі, у гміні Чорний Дунаєць Новотарзького повіту Малопольського воєводства.
Населення — 992 особи (2011).
У 1975-1998 роках село належало до Новосондецького воєводства.

## Демографія
Демографічна структура станом на 31 березня 2011 року:
|          | Загалом | Допрацездатний вік | Працездатний вік | Постпрацездатний вік |
| -------- | ------- | ------------------ | ---------------- | -------------------- |
| Чоловіки | 505     | 121                | 322              | 62                   |
| Жінки    | 487     | 91                 | 285              | 111                  |
| Разом    | 992     | 212                | 607              | 173                  |